# Agent M
Agent M fue una banda de estonia de rock alternativo formada a finales de 2004 en la ciudad de Tallin. Sus principales influencias son The Stranglers, Blondie, Garbage, The Sounds, The Smashing Pumpkins y Queens of the Stone Age. sus canciones son cantadas en estonio su idioma natal.

## Historia
Agent M comenzó como un proyecto de estudio del guitarrista Marten Vill y la cantante Meril Varik a finales de 2004. Los sencillos "7 Surmapattu", "Kus en mu Kodu" y "Shokoolad" (una de las más escuchadas del grupo y conocidas) rápidamente llamó la atención de la radio local y la banda pasó a hacer presentaciones en vivo y ser una de las principales bandas de la escena alternativa y del rock actual de Estonia siendo una promesa en el futuro del rock estonio. En un principio su música fue descrita como una mezcla de punk, rock alternativo y música disco. Más tarde, más pesados sonidos y ritmos de grunge y metal surgido en sus canciones.
Hasta la fecha, la banda ha publicado varios clips de vídeo y muchos de ellos llegaron en MTV de la región báltica. En la primavera de 2007, la banda fue anunciado como el ganador de la Baltic New Music Chart. La banda lanzó un EP, Šokolaad en 2006 y un álbum, Spionaaž en 2007. El álbum se mantuvo entre los más vendidos durante muchos meses. 
El grupo finalizó actividades en el 2009 pero después de su regreso en septiembre de 2011, entró la nueva vocalista Reilika Saks sustituyendo a Merili Varik y a varios integrantes de la alineación original de Agent M y así mismo en el 2012 sacaron su tercer EP titulado "Minu koer ei hammusta" también realizado por Kulundpea Records.
En diciembre de 2012 el grupo anuncia nuevamente su separación.

## Integrantes

### Última Formación
- Reilika Saks - vocalista (2011 - 2012)
- Marten Vill - guitarra (2004 - 2009, 2011 - 2012)
- Reimo Va - bajo (2005 - 2009, 2011 - 2012)
- Taago Piisang - batería (2011 - 2012)

### Exintegrantes
- Reilika Saks - vocalista (2011 - 2012)
- Marten Vill - guitarra (2004 - 2009, 2011 - 2012)
- Reimo Va - bajo (2005 - 2009, 2011 - 2012)
- Taago Piisang - batería (2011 - 2012)
- Merili Varik - vocalista (2004 - 2009)
- Margus Tammela - teclados (2005)
- Mihkel Kupits - batería (2005)
- Märten Rodes - guitarra (2005)
- Ivan "Charlie" Korshunov - bajo (2006)
- Andrus Kanter - teclados (2005 - 2008)
- Jarmo "Chopper" Nuutre - batería (2005 - 2008)
- Andres "Mõmmi" Aru - batería (2008 - 2009)

## Discografía

### Álbumes de estudio
- 2007: "Spionaaž" - Kulundpea Records

### EP
- 2006: "Šokolaad" - Kulundpea Records
- 2009: "Kloostris me elada ei saa" - Kulundpea Records
- 2012: "Minu koer ei hammusta" - Kulundpea Records

### Compilaciones
- 2006: R2 Live
- 2008: Elmari tantsuõhtu 11
- 2009: Elmari tantsuõhtu 14

### Sencillos
- 2007: "Väike tüdruk"
- 2007: "Shokoolad"
- 2007: "Su Ilus Nina"